# Blondie
Blondie este o formație rock americană fondată de cântăreața Debbie Harry și chitaristul Chris Stein. Formația a fost o pionieră în scena New Wave și punk de la mijlocul anilor '70 din America. Primele două albume ale grupului conțineau elemente din genurile amintite și, deși au avut succes în Regatul Unit și Australia trupa avea să fie considerată una de underground în Statele Unite încă până la apariția albumului Parallel Lines în 1978. În următorii trei ani, Blondie a reușit să lanseze o serie de hituri și a devenit apreciată pentru melanjul de stiluri muzicale abordate printre care disco, pop, rap și reggae.

## Membri

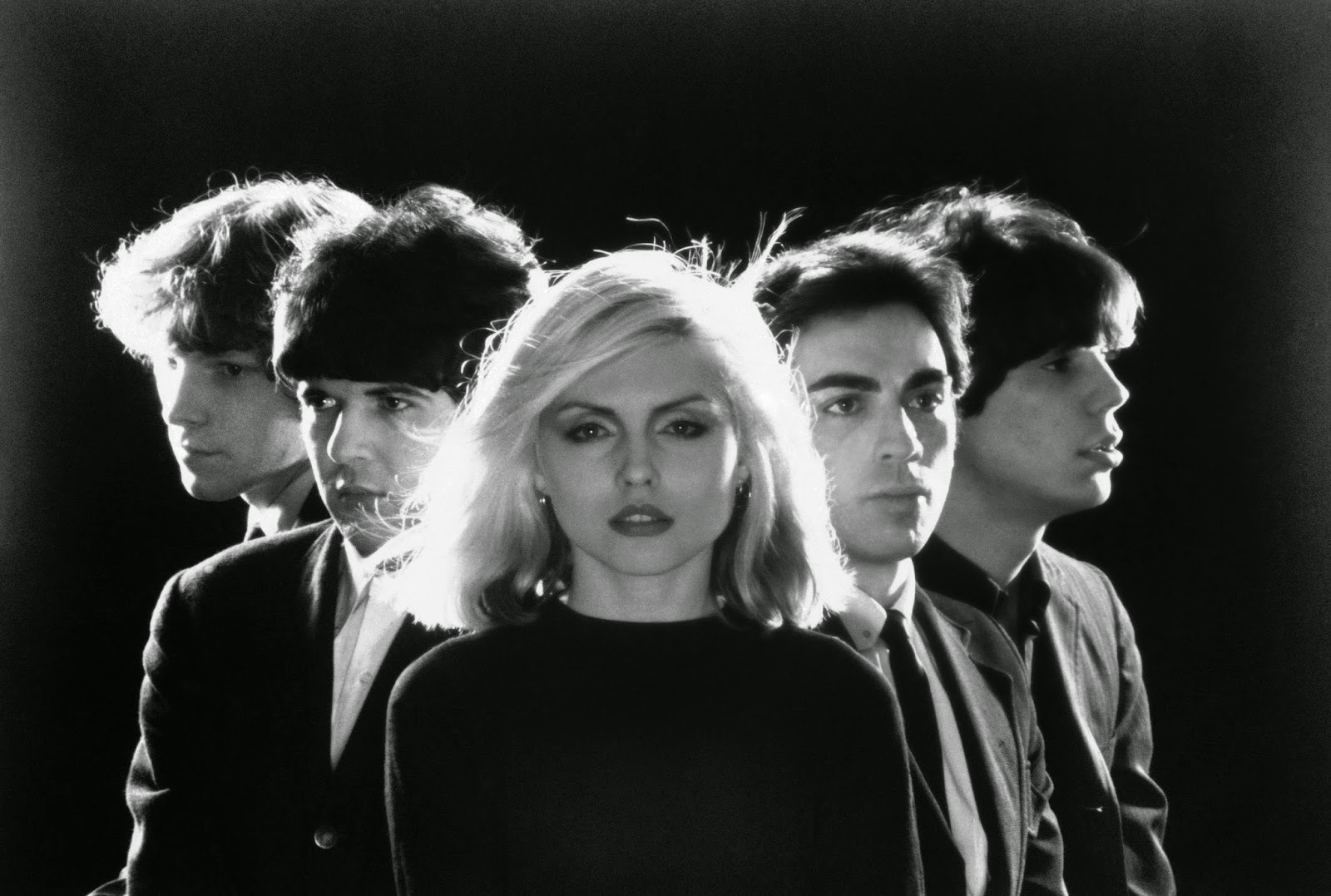
Blondie, 1976. Stânga-dreapta: Gary Valentine, Clem Burke, Deborah Harry, Chris Stein și Jimmy Destri

### Membri actuali
- Debbie Harry — lead vocal (1975–1982, 1997–prezent)
- Chris Stein — chitară, bas (1975–1982, 1997–prezent)
- Leigh Foxx — bas (muzician de turnee și sesiuni: 1997-2004; 2004–prezent)
- Matt Katz-Bohen — clape, pian, orgă (2008–prezent)
- Tommy Kessler — chitară (2010–prezent)

### Foști membri
- Fred Smith — bas (1975)
- Billy O'Connor — baterie (1975)
- Tish Bellomo — back vocal (1975)
- Eileen Bellomo — back vocal (1975)
- Jimmy Destri — clape, pian, sintetizator, orgă, back vocal (1975–1982, 1997–2003)
- Gary Valentine — bas, chitară (1975–1977, 1997)
- Frank Infante — chitară, bas, back vocal (1977–1982)
- Nigel Harrison — bas (1978–1982, 1997)
- Paul Carbonara — chitară, back vocal (muzician de turnee și sesiuni: 1997–2004; 2004–2010)
- Kevin Patrick (aka Kevin Topping) — clape, pian, back vocal (2003–2007)
- Jimmy Bones — chitară (2003)
- Clem Burke — baterie, percuție, back vocal (1975–1982, 1997–2025; decedat în 2025)

## Discografie

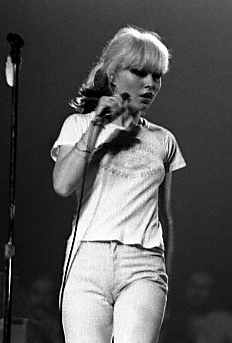
Blondie (Debbie Harry) în anii 1980

Albume de studio
- Blondie (1976)
- Plastic Letters (1978)
- Parallel Lines (1978)
- Eat to the Beat (1979)
- Autoamerican (1980)
- The Hunter (1982)
- No Exit (1999)
- The Curse of Blondie (2003)
- Panic of Girls (2011)
- Ghosts of Download (2014)
- Pollinator (2017)

## Premii și nominalizări
- 1980 – Juno Award for Best Selling Single ("Heart of Glass") (Câștigător)
- 1981 – Grammy Award for Best Rock Performance by a Duo or Group with Vocal ("Call Me") (Nominalizare)
- 1980 – Juno Award for International Single of the Year ("The Tide Is High") (Nominalizare)
- 1982 – Grammy Award for Video of the Year ("Eat To The Beat") (Nominalizare)
- 1998 – Q Music Award for Q Inspiration Award (Câștigător)
- 2006 – Rock and Roll Hall of Fame (Câștigător)